# Na Bebida e Na Sofrência
Na Bebida e Na Sofrência (estilizado como #Nabebidaenasofrencia) é o álbum de estreia da dupla sertaneja brasileira Ícaro & Gilmar, lançado em dezembro de 2018 como download digital e streaming, dividido em duas partes, e em 2019 como mídia física pela NA Records e pela Sua Música.  

O álbum conta com a faixa "Despedida", que fez a dupla ganhar destaque. O clipe ultrapassou mais de 2 milhões de visualizações no YouTube em um mês de lançamento e a música ficou em 4º lugar nas rádios do estado de Goiás. 
Sobre Despedida: "É uma música que nós pensamos muito se devíamos ou não grava-la, por ser uma música mais conceito, porém nós dois temos a convicção de que uma música como a 'Despedida' pode sim chegar em todo Brasil e com muita força por todo sentimento que ela exprime. Sem sombra de dúvidas é uma história que acontece nos quatro cantos do Brasil com muitos casais e graças a Deus ela vem nos surpreendendo a cada dia mais com a aceitação do público." 
Foi o álbum que marcou o início da dupla no casting da NA Produções Artísticas, escritório onde se encontra a cantora Naiara Azevedo e a dupla Humberto & Ronaldo.  

## Lista de faixas
| CD             |                              | |         |  |
| N.º            | Título                       | Compositor(es) | Duração |  |
| 1.             | "Haja Long Neck"             | Hiago Nobre Saymon Marques Shylton Fernandes                                                                                            | 2:32    |  |
| 2.             | "Meio Copo"                  | Waléria Leão Diego Silveira Rafael Borges Rodrigo Reys                                                                                  | 2:55    |  |
| 3.             | "Despedida"                  | W. Leão Thiago e Samuel | 3:26    |  |
| 4.             | "Amor de Bares"              | W. Leão George Henrique Rafael Quadros Vinni Miranda                                                                                    | 2:57    |  |
| 5.             | "Deixa o Choro Pingar"       | W. Leão R. Quadros V. Miranda Montenegro Moura                                                                                          | 2:53    |  |
| 6.             | "Aquela Que Magoa"           | Fábio Rafael Gabriel Cabral Rafael Cuiabano                                                                                             | 2:28    |  |
| 7.             | "Coração Despedaçado"        | Felipe Nunes Gabriel Gilmar Castro Henrique Ícaro Mantovani                                                                             | 2:30    |  |
| 8.             | "A Cada Porre"               | Carlos Dias Déborah Victoria Gabriel Vitor João Vitor                                                                                   | 2:41    |  |
| 9.             | "Rádio Love"                 | C. Dias Léo Targino | 2:57    |  |
| 10.            | "Não Adianta"                | Thiago e Samuel Vinicius Poeta Junior Gomes Júnior Angelim                                                                              | 3:05    |  |
| 11.            | "Só Dá Eu e Você"            | Dayane Camargo Jenner Melo Juan Marcus Lara Menezes                                                                                     | 2:39    |  |
| 12.            | "Me Deixa Quieto"            | W. Leão R. Quadros V. Miranda R. Reys                                                                                                   | 2:33    |  |
| 13.            | "Cinderela"                  | Matheus Mattos Rafael Moura | 2:51    |  |
| 14.            | "Tom do Violão"              | W. Leão R. Quadros V. Miranda Alê Monteiro Gui Prado                                                                                    | 2:32    |  |
| 15.            | "Cê Vai Chorar Eu Vou Beber" | M. Mattos R. Moura | 2:50    |  |
| 16.            | "Eu Pirei"                   | W. Leão M. Mattos R. Quadros R. Moura Gustavo Moura Blener Mayom                                                                        | 2:33    |  |
| 17.            | "Advogado"                   | A. Monteiro R. Quadros W. Leão V. Miranda Fátima Leão                                                                                   | 2:45    |  |
| 18.            | "Cê Fica"                    | I. Mantovani | 2:43    |  |
| 19.            | "Meu Coração Não Chora Urra" | D. Camargo L. Menezes Lari Ferreira Thales Lessa                                                                                        | 2:45    |  |
| 20.            | "Sofrência do Ano"           | I. Mantovani G. Moura R. Moura Allef Rodrigues Henrique Batista Junior Avelar Júnior Lobo Leo Sousa Raffa Libi Thallis Gui Thawan Alves | 2:46    |  |
| Duração total: | Duração total:               | Duração total: | 55:21   |  |

| Vol. 1         |                    |         |  |
| N.º            | Título             | Duração |  |
| 1.             | "Rádio Love"       | 2:57    |  |
| 2.             | "Sofrência do Ano" | 2:46    |  |
| 3.             | "Haja Long Neck"   | 2:32    |  |
| 4.             | "Me Deixa Quieto"  | 2:33    |  |
| 5.             | "Meio Copo"        | 2:55    |  |
| 6.             | "Não Adianta"      | 3:05    |  |
| 7.             | "Despedida"        | 3:26    |  |
| 8.             | "Amor de Bares"    | 2:57    |  |
| 9.             | "Aquela Que Magoa" | 2:28    |  |
| 10.            | "A Cada Porre"     | 2:41    |  |
| Duração total: | Duração total:     | 28:20   |  |

| Vol. 2         |                              |         |  |
| N.º            | Título                       | Duração |  |
| 1.             | "Tom do Violão"              | 2:32    |  |
| 2.             | "Cê Fica"                    | 2:43    |  |
| 3.             | "Cinderela"                  | 2:51    |  |
| 4.             | "Meu Coração Não Chora Urra" | 2:45    |  |
| 5.             | "Advogado"                   | 2:45    |  |
| 6.             | "Deixa o Choro Pingar"       | 2:53    |  |
| 7.             | "Só Dá Eu e Você"            | 2:39    |  |
| 8.             | "Eu Pirei"                   | 2:33    |  |
| 9.             | "Cê Vai Chorar Eu Vou Beber" | 2:50    |  |
| 10.            | "Coração Despedaçado"        | 2:30    |  |
| Duração total: | Duração total:               | 27:01   |  |